# Hamman von Holzhausen

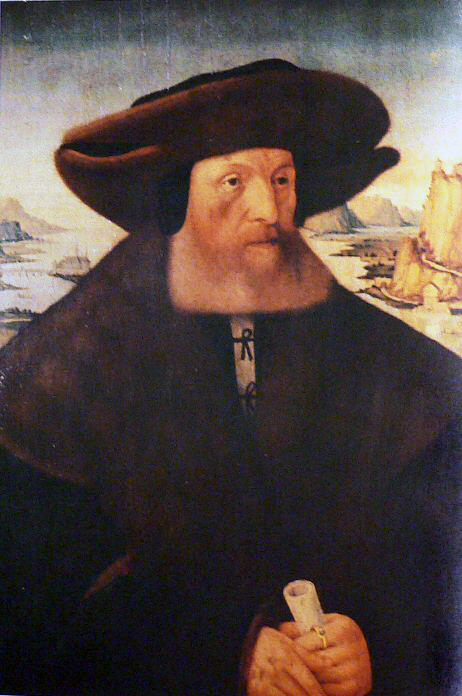
Hamman von Holzhausen (1467–1536)

Hamman von Holzhausen (* 14. September 1467 in Frankfurt am Main; † 30. Oktober 1536 ebenda) war ein deutscher Politiker, Frankfurter Patrizier und Ratsherr. Er hatte mehrfach das Amt des Älteren Bürgermeisters der Freien Reichsstadt Frankfurt inne und galt als Förderer der Reformation und des Humanismus.

## Leben
Hamman von Holzhausen wurde am 14. September 1467 in Frankfurt am Main geboren. Seine Eltern waren Johann zum Goldstein von Holzhausen († 1474) und Katharine Schwarzenberg († 1498).
Er studierte ab 1480 Rechte an der gerade gegründeten Universität Tübingen, danach in Leipzig und Erfurt. Nach einer ausgedehnten Bildungsreise nach Italien kehrte er 1491 in seine Heimatstadt zurück, wo er 1493 Ratsherr und 1499 Schöffe wurde. 1507, 1518, 1524 und 1530 bekleidete er für jeweils ein Jahr das Amt des Älteren Bürgermeisters.
1519 berief er den Humanisten Wilhelm Nesen nach Frankfurt und veranlasste die Gründung einer Lateinschule für die Söhne der Patrizierfamilien, deren erster Rektor Nesen wurde. Aus dieser Schule ging später das städtische Gymnasium hervor.
1522 lud er als Patron des Katharinenklosters den Luther-Schüler Hartmann Ibach aus Marburg nach Frankfurt ein, um die ersten reformatorischen Predigten in der Katharinenkirche zu halten. In den Folgejahren vertrat er die Stadt auf den Reichstagen in Nürnberg und Speyer. 1523/24 predigte Dietrich Sartorius auf seine Einladung hin an St. Bartholomäus und St. Katharinen.
1491 heiratete er die Bürgerstochter Margarete Helle. Sie war eine Tochter des Juristen Georg von Helle, der als kurmainzischer Kanzler und Günstling Kaiser Friedrichs III. der Familie Holzhausen den Zugang zu den führenden Kreisen des Reiches erschloss. Mit ihr hatte Hamman sieben Kinder, von denen drei das Kindesalter überlebten: Margaretha (* 1494), Katharina (* 1495) und Justinian von Holzhausen (* 1502). Margarete von Holzhausen starb 1506 mit kaum 30 Jahren.
Hamman von Holzhausen starb am 30. Oktober 1536 in seiner Heimatstadt und wurde in der Peterskirche begraben.

## Bedeutung
Hamman von Holzhausen war einer der größten und angesehensten Staatsmänner der Frankfurter Geschichte. Obwohl selbst ein entschiedener Befürworter der Reformation, konnte Hamman durch sein besonnenes Auftreten maßgeblich dazu beitragen, dass die Reformation in Frankfurt nicht im Konflikt mit dem Kaiser und dem Erzbischof und Kurfürsten von Mainz endete, welcher die Pfarr-Rechte in Frankfurt besaß. Seine diplomatischen Fähigkeiten zeigten sich auch 1525 beim Frankfurter Zunftaufstand, der noch während seiner Amtszeit als Bürgermeister ausbrach. In der Auseinandersetzung um die in 46 Artikeln niedergelegten Forderungen der Aufständischen übernahm er eine vermittelnde Rolle. Unter seiner Führung berief der Rat am 13. April 1525 die beiden reformatorischen Prediger Johann Bernhard und Dionysius Melander an die Bartholomäuskirche, um die Bürger zufriedenzustellen. Dies war der Anfang einer evangelischen Kirche in Frankfurt am Main. 1526 blieb Holzhausen zusammen mit anderen Patriziern demonstrativ der Fronleichnamsprozession fern.
Die Erinnerung an die Adelsfamilie Holzhausen und vor allem an Hamman und seinen Sohn Justinian (1502–1553) wird in Frankfurt bis heute vielfältig gepflegt:
- Das Holzhausenviertel im Stadtteil Nordend ist eine der bevorzugte Wohngegenden der Stadt.
- Im Holzhausenviertel liegen der Holzhausenpark sowie die Hamman-, die Justinian- und die Holzhausenstraße.
- Die Holzhausenschule ist eine Grundschule an der Eschersheimer Landstraße im Stadtteil Westend.

Hamman von Holzhausen ist der Titelheld eines Romans von Maria Krummacher („Hamman von Holzhausen, eine Frankfurter Patriziergeschichte“) aus dem Jahr 1885.